# Leslie Burtonshaw Nichollson
Sir Leslie Burtonshaw Nichollson, britanski general, * 1895, † 1975.